# Сіверський (аеродром)
Сіверський (рос. Сиверский) — військовий аеродром в Ленінградській області Росії, розташований 2 км на північний захід від селища Сіверського. Це невеликий аеродром за 65 км на південь від Санкт-Петербурга.
Тут базувався 67-й бомбардувальний авіаційний полк, який використовував літаки Су-24. У 2009 полк був розформований, а техніка перегнана на аеродром Мончегорськ. 

## Історія

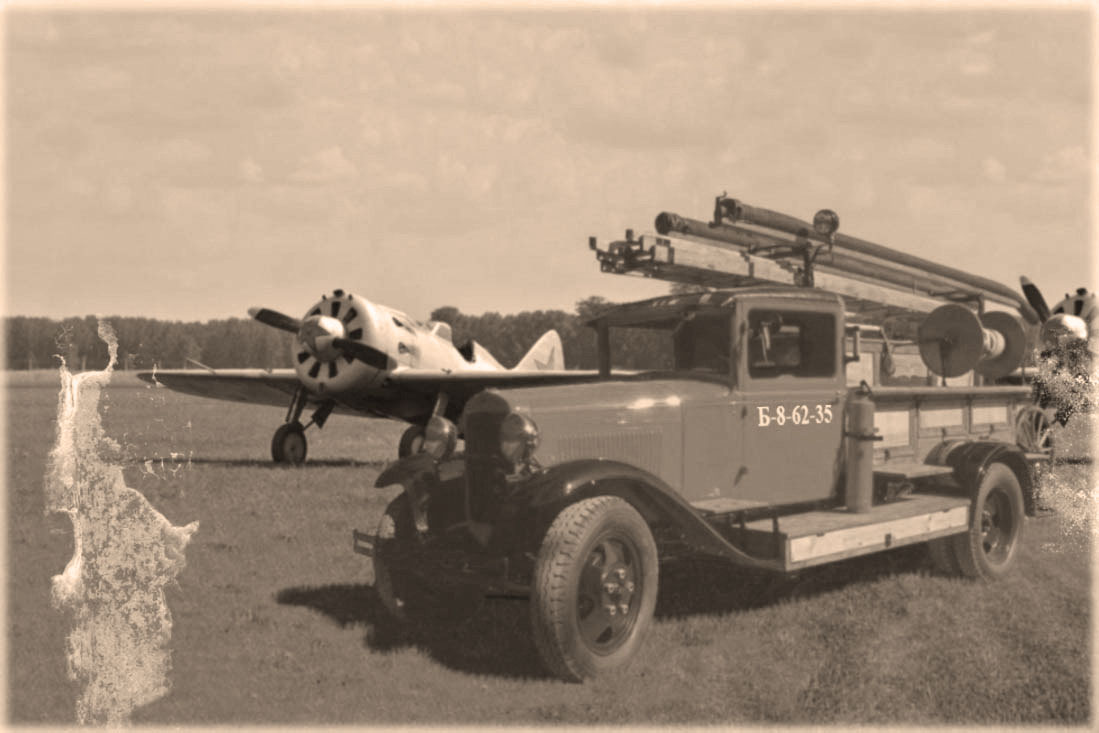
І-16 на аеродромі «Сіверський»

Аеродром був збудований у 1936—1937 роках; спочатку мав ґрунтове покриття. У 1937-1941 роках тут базувалися винищувачі І-153 та І-16. У квітні 1938 року тут було сформовано 35-й бомбардувальний авіаційний полк
Про базування реактивних винищувачів у Сіверському розвідці США було відомо ще в 1955 році. Протягом 1960-х років у Сіверському на аеродромі базувалося 77 винищувачів, тоді як розвідувальна місія 1967 року виявила лише три літаки.
За даними американської «Ради захисту природних ресурсів», аеродром служив базою для ядерних бомбардувальників в часи Холодної війни. 11 лютого 1992 року на базі була проведена спільна військова інспекція США, яка підтвердила присутність Су-24. 
До 1980 року в Сіверському базувався полк МіГ-27.